# Casinaria grandis
Casinaria grandis là một loài tò vò trong họ Ichneumonidae.